# Friedrich Niebergall
Friedrich Niebergall (20. 3. 1866 v Kirn/Nahe – 20. 9. 1932 v Marburgu) byl německý protestantský teolog, jeden z vůdčích praktických teologů pozdní liberální teologie.

## Život
Niebergall byl synem učitele, mezi lety 1889–1903 studoval evangelickou teologii v Tübingenu, Berlíně a Bonnu. V Berlíně byl žákem Julia Kaftana, přes nějž bylo Niebergallovi zprostředkováno novokantovství. Mezi lety 1889–1903 vikariát a farářská služba ve Falci, roku 1903 jmenován soukromým docentem, 1908 profesorem praktické teologie na univerzitě v Heidelbergu, od r. 1922 na univerzitě v Marburgu.

## Dílo
Jako pedagog a homiletik patří k těm theologům konce 19. století (dále např. Paul Drews nebo Otto Baumgarten), kteří provedli ve své disciplíně empirický obrat k současnému světu moderního člověka přelomu století. Hlavním úkolem teorie kázání je podle Niebergalla diagnóza této přítomnosti. Ideální kázání mělo být podle něj pro moderního člověka srozumitelné, zajímavé a účinné. Svou nauku o kázání Niebergall rozvinul ve svém hlavním trojsvazkovém díle „Jak kážeme modernímu člověku“ (Wie predigen wir dem modernen Menschen) z let 1902–21.
Po nástupu tzv. dialektické teologie v první pol. 20. století ztratil Niebergallův přístup na významu, od 80. let 20. století ovšem zájem o jeho dílo opět vzrůstá.